# Arto Mansala
Arto Olavi Mansala (* 1941 in Kuopio) ist ein finnischer Diplomat. Als Botschafter war in unter anderem in Ungarn, der Volksrepublik China und Deutschland tätig.

## Leben
Arto Olavi Mansala absolvierte den Masterstudiengang Politische Wissenschaft an der Universität Helsinki und beendete das Studium 1965. Anschließend trat in den auswärtigen Dienst ein. In den folgenden 14 Jahren arbeitete Mansala in Helsinki, Moskau und Oslo. Von 1979 bis 1980 leitete er die Abteilung Russland und Osteuropa im Außenministerium. Im Anschluss war er für drei Jahre als Stellvertretender Botschafter in Stockholm. Während seiner Tätigkeit in Stockholm war Mansala 1980/81 Fellow des Center for International Affairs der Harvard University. 1983 wurde er zum Leiter der Abteilung Westeuropa im finnischen Außenministerium ernannt. Diese Position behielt er bis 1985. Die darauf folgenden vier Jahre war Mansale der finnische Botschafter in Budapest. 1989 folgte die Versetzung nach Peking, die zusätzlich die Akkreditierung für Pjöngjang bedeutete. Nach drei Jahren in China folgten drei Jahre auf dem Botschafterposten in Moskau. Seinen letzten Posten als Botschafter bekleidete Mansala von 1996 bis 2001 als finnischer Vertreter in Deutschland. Seit 2003 ist Mansala Staatssekretär im finnischen Außenministerium.